# ルース駅
ルース駅（ルースえき、英: Roose railway station）は、イングランドカンブリア州バロー＝イン＝ファーネス町のルース郊外にある駅である。
当駅はランカスターへ向かうファーネス線の主要駅であるバロー＝イン＝ファーネス駅の 1+3⁄4マイル (2.8 km) 南に位置している。
当駅の施設は非常に基本的なものであり、職員が配置されておらず標準的な避難所以外は常設の建物がない。
旅行者は列車内で切符を購入するか、当駅には発券設備が無いため事前に切符を購入しておく必要がある。
列車の運行情報は電話と時刻表ポスターによって提供されている。
ステップなしでアクセスできるプラットホームは近くの道路橋から南側のランプを経由して利用でき、道路橋は2面のプラットホーム間を連絡する役割りもあり、北行き側に隣接する道路から直接繋がっている。

## サービス
当駅はノーザンによって運営されており、バロー＝イン＝ファーネス - ランカスター間を列車が約2時間の間隔を置く基本的な毎時サービスで運行されている。
特定の列車は北行きはワーキントンおよびカーライルまで延長運転され、幾つかの南行きはプレストンまたはマンチェスター空港まで延長運転される。
日曜日の運行も同様のサービスとなる。